# フェレット
フェレット（英：ferret, white footed ferret）は、イタチ科に属する肉食性の哺乳小動物である。

## 概要
ヨーロッパケナガイタチもしくはステップケナガイタチから家畜化されたもので、古くからヨーロッパで飼育され、現在は世界中で飼われている。狩猟、実験、毛皮採取、愛玩用に用いられる。体長は、成体で35 - 50cmほど。メスの方が小さい傾向にある。視力はあまり良くないが嗅覚と聴覚は発達している。また動体視力はある程度優れており、動くものに対して反応を示す。毛色は様々である。犬歯が発達しており、歯の本数は上下で34本である。内訳は上顎が前歯6本、犬歯2本、小さな奥歯6本、大きな奥歯2本、下顎が前歯6本、犬歯2本、小さな奥歯8本、大きな奥歯2本である。体温は38 ℃で人間より高い、また体温調整機能が未発達なため、40 ℃を超えやすい。交尾はオスがメスを激しく背後から噛みながら行われる。交尾の際は外敵による捕食の危険が多いため、噛む刺激でメスの排卵を促し、受精を確実なものとするためと言われている。妊娠期間は42日ほどで、赤ん坊は平均体重が10 gほど、8匹ほど産まれる。離乳期間は35日ほどである。寿命は約6 - 12年。
かつて狩りに使われるフェレットは獲物と見分けやすいように、アルビノが多く使われた。そのためフェレットが日本に紹介される際にフェレットの別名であるフィッチ（fitch）が「白イタチ」と訳されるようになった。実際に日本で動物実験で使われるフェレットはアルビノなどの白い毛皮を持つ個体が多かった。博物学者であり二名法を定着させたリンネもフェレットのことを白イタチと記述している。フェレットが野生のヨーロッパケナガイタチと異なり、白色か薄い黄色であるので「白イタチ」と呼ばれるというのは誤解である。

## 歴史
フェレットは野生のヨーロッパケナガイタチMustela putoriusもしくはステップケナガイタチ M. eversmanniを家畜化、改良したものとされているが、詳細は不明であり、3000年ほど前から飼育されていたと考えられている。学名（ラテン語）の「Mustela putorius furo」は「イタチ・悪臭・泥棒」の意味であり、furo（泥棒）はFerretの語源である。
アリストテレスは「動物誌」の中で「イタチ」と「野生イタチ」を分けて記述しており、「イタチ」は今でいう人間が飼育しているフェレット、“野生イタチ”は野生のケナガイタチを指しているのだと考えられている。
ギリシアの歴史家ストラボンはその著書の中でフェレットはアフリカからスペインに移入されたと記している（しかしヨーロッパケナガイタチもステップケナガイタチももともとアフリカには生息していない）。
学名 M. p. furo は、ヨーロッパケナガイタチの亜種の扱いである。M. putorius の亜種とせず、M. furo とされる場合もある。
その昔、ヨーロッパにおいて、フェレットは狩りに珍重されていた。フェレットがウサギや齧歯類などの獲物を巣穴から追い出し、それを猟師が狩るという方法で、今でもイギリスやオーストラリアでは続いている。また、ネコと同様、ネズミ退治にも利用された。ミンクなどの毛皮の代用品としても利用された。
フェレットは狭い管の掃除にも用いられた。フェレットの習性を利用して紐を2点の管に通して、それからブラシを通して管の中を掃除するという方法である。電気が普及すると、フェレットに電線やケーブルに繋いだ紐を繋ぎ、狭いところの配線を手伝わせていた。1908年のロンドンオリンピックでもフェレットは上記の工事に大活躍をした。
現在は、アメリカ合衆国・カナダ・ニュージーランド等に、ペット等としてのフェレットを繁殖させる大規模なファームがあり、出身ファームごとに「マーシャル」、「パスバレー」、「カナディアン」、「ミスティック」、「サウスランド」、「マウンテンビュー」などと、ファームの名称が冠されて販売されている。ただし、犬・猫のように明確な品種の差があるわけではなく、基本的には全て同様のフェレットであるが、ファームにより体格・性格・毛色等の傾向に一定の差があり、それぞれにファンがついている。
近年では新たなファームが出現と消滅を繰り返している状況で、一時アジア、オセアニア圏の新興ファームが日本向けに生体を輸出したこともあった。現在では中華人民共和国で繁殖された個体もペットとして輸入、販売されている。
コンパニオンアニマルとしての繁殖、飼育以外に、実験動物としてもフェレットは世界中で広く飼育されている。

## ペットとしてのフェレット
日本において本格的にペットとして認知され始めたのは1993年春、米国人のマイケル・E・コールマンが臭腺除去、避妊手術を施したマーシャルフェレットを輸入して日本に紹介を始めた頃と言われている。当初ペット流通業者の扱いは少なくペットショップミヤザワが取り扱いを主に行っていた。マイケル・E・コールマンは国際フェレット協会を設立し、フェレットの普及に努めた。獣医師の野村潤一郎もその活動に参加し、飼育書を執筆したり、テレビ番組「笑っていいとも!」に出演するなどして紹介を行った。その活動が実り1995年頃から一般的にも広く知られるようになった。国際フェレット協会は公的な機関ではなく、半ば動物輸入会社の性格を持つものであり、両氏の活動はマーシャルフェレットの宣伝活動でもあった。そのため現在でも日本ではマーシャルフェレットが1番のブランドとなっている。
フェレットの行動は、まるで成長しない子猫のようであり、一生活発で好奇心が強い。しかしフェレットは、一般的にネコよりも人間に懐き、飼い主との遊びを好む。
トイレのしつけや簡単な芸を覚えさせることも可能で、YouTubeなどの動画投稿サイトでは飼い主がフェレットに芸をさせている様子を撮影した動画が多数公開されている。
普段の鳴き声はあまり大きくなく、機嫌が良い時は「クックックッ」、機嫌が悪い時は「シャーッ」と鳴く程度である。また幼少の頃兄弟から引き離されるとさみしさのため「ブェ、ブェ」というベビ泣きと呼ばれる泣き声もあげる。いずれも小さな音であり、鳴き声によって隣家や隣室に迷惑をかけることはほとんどない。ただし、非常に驚いた時などは「キャン!」と犬が吠える程の大声で鳴くことが稀にある。
家畜用に品種改良されてきたため飼い主から離れたフェレットが自然界で生き延びることができる可能性は非常に低いと考えられている。また、ペットのフェレットは、発情期に体臭が非常に強くなったり、凶暴になることを嫌う飼い主が多いため、大手供給社のペットは去勢・避妊されている。このような理由から、逃げ出したフェレットが野生化して増え、群れを形成するという心配はないと考えられている。

## アンゴラフェレットについて

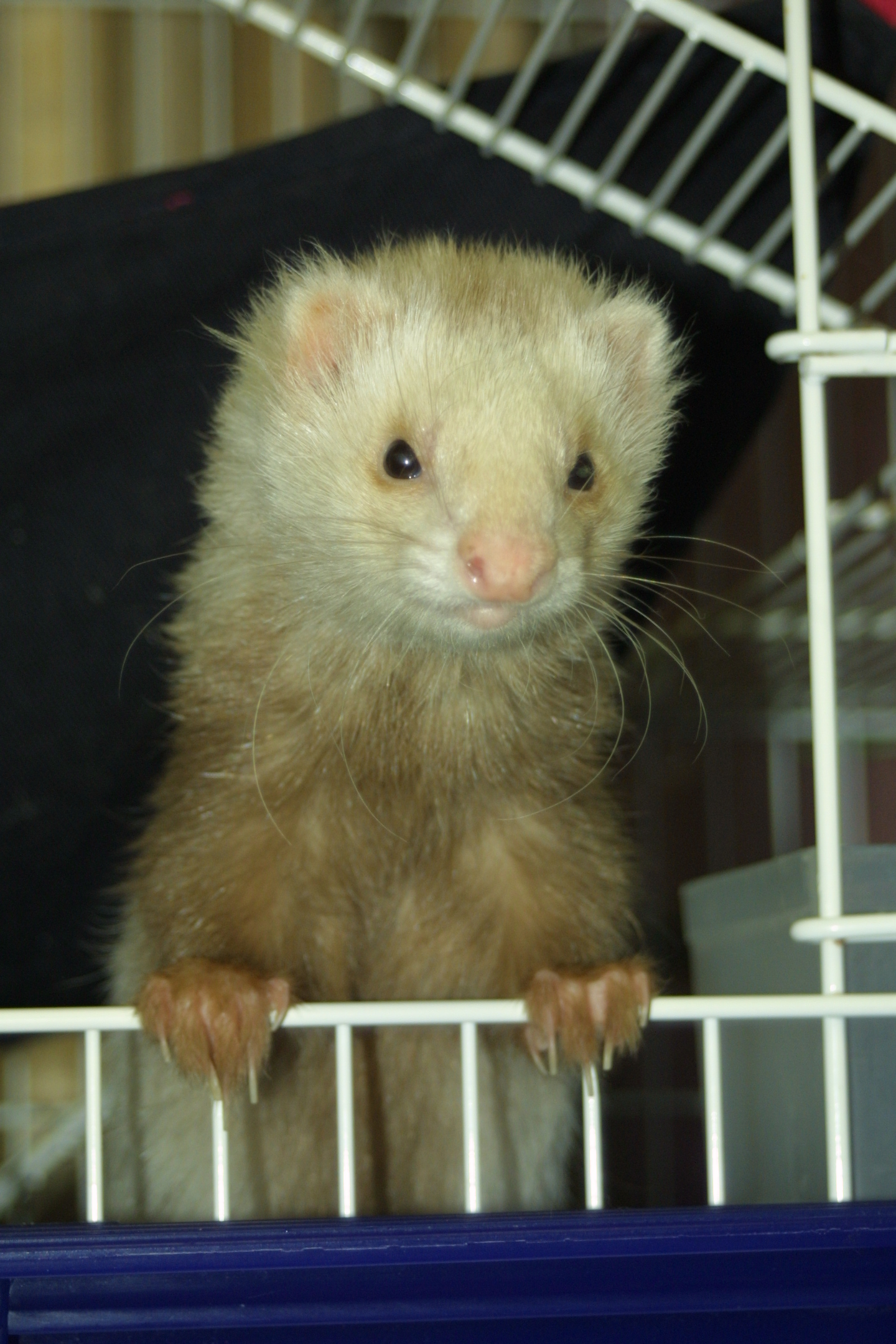
アンゴラフェレット

前述したように、一般的にフェレットには犬・猫における犬種・猫種のようなものはなく、主に出身ファーム、披毛のカラー・パターンなどで分類される。品種差で分類される例外的なフェレットとしては、北欧で突然変異的に発生した披毛が極端に長くなる個体の遺伝的性質を、選択的な繁殖によって人為的に固定した「アンゴラフェレット」が挙げられる。この種類のフェレットは、その体格、骨格、性質などの面で他の一般的なフェレットと異なる点が多いと言われる。
特に目立つ差異としては、前述したように披毛が非常に長くなること（ただし個体差があり、非常に長い披毛を持つものから、一般的なフェレットと変わらないものまでいる）、鼻の形が独特で、鼻腔内や鼻の表面にも短い毛が生えていること（こちらも個体差があり、一般的なフェレットと変わらないものもいる）等が挙げられる。また、性格がきつく、攻撃的で懐きにくい個体も多いと言われている。
なお、北米や日本で開催されるフェレットショーにおいては、アンゴラフェレットは一般的なフェレットとは異なるものとされ、原則として出場できない。ただしアンゴラの人気が高く、飼育頭数の多い日本においては、特例的にアンゴラフェレットに特化したクラスが設けられており、このクラスにのみ出場することができる。なお、ヨーロッパなどで開催されているフェレットショーはこれらとは全く異なる基準で行われているため、出場制限のない場合もある。

## 飼う際の注意
フェレットは壁の穴や戸棚、電化製品の裏側に好んで入り込む。そのため、ファンや配線が露出していないか、暖房の排管がないか、危険な物が落ちていないか、などに留意する。また、落ちているものを運んだり噛んだりする。フェレットにとっての適温は、一般的には15℃から22℃と言われている（多少の個体差有り）。目安としては、フェレットの体感温度は実気温+7℃。
汗腺が全くない（生まれた直後は肉球にのみあるが、生後数日で消失）ので夏の暑さにとても弱く、室温が28℃を越えると熱中症になる危険がある。冬でもよく晴れた日に窓際にケージを長時間置いて熱中症になったというケースがある。フェレットについてあまり知識のないままインターネットなどを通じてフェレットを譲り受けてしまい、届いてみるとまだ避妊、去勢、肛門腺（所謂「臭腺」）除去の手術がされておらず、予想外の臭いや発情行動に不快感をもち、処分してしまうケースもある。
上記の通り、元来がイタチ科であるフェレットの肛門脇には肛門腺があり、外敵に襲われた時や興奮した際などにスカンクのように非常に臭い液を飛ばす。「イタチの最後っ屁」とも呼ばれる自己防衛行動である。前述のしっかりと管理された大手メーカー・ファームにより繁殖されたものであれば、除去済み生体がショップで販売されているが、個人のブリーダーや繁殖元が不明のものだと、除去手術されていない場合もある。また、除去手術がされてあっても、きちんと抜糸されていない場合や、少数ながら除去手術に失敗している場合もある。
上記のような未手術のフェレットは、動物としてのフェレット本来の姿を保っているものとして一部の愛好家によって好まれるが、発情時の行動や体調の問題（フェレットの病気を参照）、肛門腺分泌物や体臭による強い臭気などの問題もあり、一般的なペットとは言いがたい面もある。

### 咬傷症
アメリカの例であるが、一家が寝ている夜間に生後約6ヶ月のペットのフェレットが約4ヶ月の乳児の指7本を食いちぎったニュースがあった。乳幼児のいる家庭では注意が必要である。
また、咬まれる事でフェレットが保有している病原体が原因となる感染症に罹患する恐れがあり、2002年に蜂窩織炎を発症し2019年に死亡した事例が報道された。

### 狂犬病
狂犬病ウイルスを保有している可能性が否定出来ない場合は、咬まれた後に狂犬病を発症しないために狂犬病ワクチンの接種を行う事がある。

## フェレットの病気
中毒を起こしたり、病気の原因となる食物
チョコレート、タマネギ、コーヒー、茶など。
チョコレートの場合、原料のカカオ由来のアルカロイドであるテオブロミンの覚醒効果が原因で中毒を起こす。
これは、テオブロミンを体内で代謝する能力が低いため、一旦フェレットがテオブロミンを含む食物を摂取すると、長時間にわたって高濃度のまま体内に留まるためである。チョコレートをうっかり1枚食べさせてしまい、死んでしまったという症例もある。
タマネギなどのネギ類の場合、含有するアリルプロピルジスルフィドなどの硫化物がヘモグロビンを変性させることにより、赤血球を破壊し、溶血性貧血を発症させる。一般にタマネギ中毒と呼ばれるが、タマネギ以外にも長ネギ、ニンニク、ニラなどのネギ属に属する野菜の摂取によっても発症する可能性がある。ネギ類に含まれるスルフィド類の多くは水溶性であり、加熱しても分解されないため、直接原因となるネギ類を食べさせなくても、そのエキスを含む食品を摂取するだけで発症する可能性がある。
緑茶、コーヒー、紅茶などに含まれるカフェインは、テオブロミンに似た構造を持ち、同様の覚醒効果を持つため。カフェインとテオブロミンは共通の骨格を持ち、カフェインの1位のメチル基が外れたものがテオブロミンである。詳細はカフェイン および テオブロミンの項を参照の事。
その他の人間が口にする食品や飲料などについても、フェレットにとっては塩分や糖分などが過剰となる可能性が高い。このためこのような物を日常から摂取していると、人間で言うところの生活習慣病に近い病気に罹りやすくなることが考えられる。

## フェレットに関する法規制など
日本
現在のところ、国内でフェレットの販売、流通、飼育、繁殖を制限する法律等は無い。
ただし、北海道では、2001年10月に施行された「北海道動物の愛護及び管理に関する条例」第2条第3号に基づき、施行規則においてフェレットが「特定移入動物」に指定され、「飼い主が特定移入動物の飼養を開始したときは、その開始の日から30日以内に、規則で定めるところにより、その旨を知事に届け出なければならない。飼養を休止し、又は廃止したときも、同様とする」とされている。

## フェレットを使った作品・キャラクター

### 作品・商品
- 魔法少女リリカルなのはシリーズ　- ユーノ・スクライア（フェレットモード）。
- フレッシュプリキュア!
- nimoca - フェレットのキャラクターが描写されている。
- ハリーポッター - 字幕ではイタチと書いてあるが、英語でフェレットと言っている。
- 苺ましまろ
- Rio RainbowGate!
- ナイトウィザード The Animation
- うちのメイドがウザすぎる!
- あにトレ!EX
- あにトレ!XX 〜ひとつ屋根の下で～
- 藍より青し
- アウトブレイク　感染拡大 Epidemie
- しあわせソウのオコジョさん - フェレットのタッチンが登場する。